# La Reine des neiges 2 : le Miroir sacré
À ne pas confondre avec le film d'animation américain La Reine des neiges 2 (2019).
Série
La Reine des neiges
(2012) La Princesse des glaces
(2016)
Pour plus de détails, voir Fiche technique et Distribution.
La Reine des neiges 2 : le Miroir sacré, également connu sous les titres Snow Queen 2 ou La Princesse des glaces 2 (titre original : Снежная королева 2: Перезаморозка), est un film d'animation russe réalisé par Alexeï Tsitsiline et sorti en 2014. C'est la suite de La Reine des neiges (2012).
Comme le titre ne l'indique pas, c'est le seul dessin animé de la série où la Reine des neiges elle-même, en tant que personnage, n'apparaît pas du tout.

## Synopsis
Un an s'est écoulé depuis la victoire de Gerda sur la Reine des neiges. Le troll Orm est retourné dans les grottes d'Omana et a brisé le sceau de la Reine des Neiges, derrière lequel se trouvait la dernière cité troll.
Il a juré de ne plus jamais mentir, mais la vie difficile dans la cité de ses congénères trolls pousse Orm à rompre son serment à plusieurs reprises, ce qui conduit finalement à l'émergence du Roi des Neiges, le double maléfique d'Orm, qui n'est animé que par l'idée de détruire toute vie.
La mauvaise vie d'Orm, ainsi que son désir d'améliorer son sort et celui de sa grand-mère Rosie, l'amènent à mentir, affirmant que c'est lui qui a vaincu la Reine des Neiges et ainsi gagné le cœur de la princesse Maribel. Kai, Gerda et Alfida s'offusquent de l'égoïsme d'Orm.
Pendant ce temps, le Vent du Nord enlève la princesse Maribel et l'emmène au palais du Roi des Neiges. Orm et le général Arrog, descendant d'un des anciens grands guerriers trolls et prétendant à la main de la princesse, partent à sa rescousse.
Orm doit à nouveau mentir pour gagner, ce qui pousse tout le monde, y compris Gerda et Kai, à l'abandonner. Dans un moment de désespoir, il lâche son double et celui-ci gèle tous ses amis. Orm devait disparaître et laisser la place à son alter ego maléfique, mais au dernier moment, il décide de dire la vérité à tout le monde et vainc ainsi le Roi des Neiges.
En conséquence, le peuple des trolls lui érige un monument.

## Fiche technique
- Titre français : La Reine des neiges : le Miroir sacré[2] ou La Princesse des glaces 2 : Le miroir sacré[3] ou Snow Queen 2[4]
- Titre original russe : Снежная королева 2: Перезаморозка, Snejnaïa koroleva 2: Perezamorozka[5]
- Réalisation : Alexeï Tsitsiline
- Scénario : Vladimir Nikolaïev, Alexeï Tsitsiline, Alexeï Zamyslov
- Montage : Alexeï Tsitsiline
- Musique : Mark Willott
- Sociétés de production : Voronej, Bazelevs
- Pays de production :  Russie
- Langue originale : russe
- Format : couleurs
- Genre : film d'animation
- Durée : 78 minutes
- Dates de sortie : 
  - Irlande : 12 décembre 2014
  - Russie : 1er janvier 2015
  - France : 3 novembre 2015 (sortie DVD)

## Distribution

### Voix originales
- Ivan Okhlobystine : Orm
- Nioucha Chourotchkina : Gerda
- Garik Kharlamov : Arrog
- Anna Khilkevitch (ru) : Maribel
- Ramilia Iskander (ru) : Kai
- Fiodor Dobronravov (ru) : le roi des trolls
- Orma Zoubkova (ru) : grand-mère Orma
- Valeria Nikolaïeva : Alfida
- Alekseï Likhnitski : un garde
- Roman Iounoussov : un garde